# Березник (Березниковское сельское поселение)
Березник — село в Кумёнском районе Кировской области России. Административный центр Березниковского сельского поселения.

## География
Село находится в центральной части Кировской области, в пределах возвышенности Вятский Увал, в подзоне южной тайги, на берегах реки Ошлани, на расстоянии приблизительно 39 километров (по прямой) к востоку-юго-востоку (ESE) от посёлка городского типа Кумёны, административного центра района. Абсолютная высота — 156 метров над уровнем моря.
Климат
Климат характеризуется как континентальный, умеренно холодный. Среднегодовая температура — 1,6 °C. Средняя температура воздуха самого холодного месяца (января) составляет −12 °C (абсолютный минимум — −45 °С); самого тёплого месяца (июля) — 17,2 °C (абсолютный максимум — 37 °С). Годовое количество атмосферных осадков — 582 мм, из которых две трети выпадает в тёплый период. Снежный покров держится в течение 168 дней.

## Население
| 2010 |
| ---- |
| 471  |

Половой состав
По данным Всероссийской переписи населения 2010 года в гендерной структуре населения мужчины составляли 48,4 %, женщины — соответственно 51,6 %.
Национальный состав
Согласно результатам переписи 2002 года, в национальной структуре населения русские составляли 97 % из 480 чел.